# Madonna kanonika van der Paele
Madonna kanonika van der Paele (niderl. Madonna met kanunnik Joris van der Paele) – obraz olejny niderlandzkiego malarza Jana van Eycka z 1436 roku. Obecnie znajduje się w Groeningemuseum w Brugii.

## Opis
Dzieło przedstawia Maryję na tronie w otoczeniu św. Donacjana, patrona kościoła Sint Donaas w Brugii, dla którego zamówiono obraz (po lewej), i donatora, kanonika van der Paele, wraz ze św. Jerzym – jego patronem (z prawej). Scena rozgrywa się w prezbiterium kościoła (z tyłu widoczny jest ambit). Jest to jedna z pierwszych kompozycji typu Sacra Conversazione.

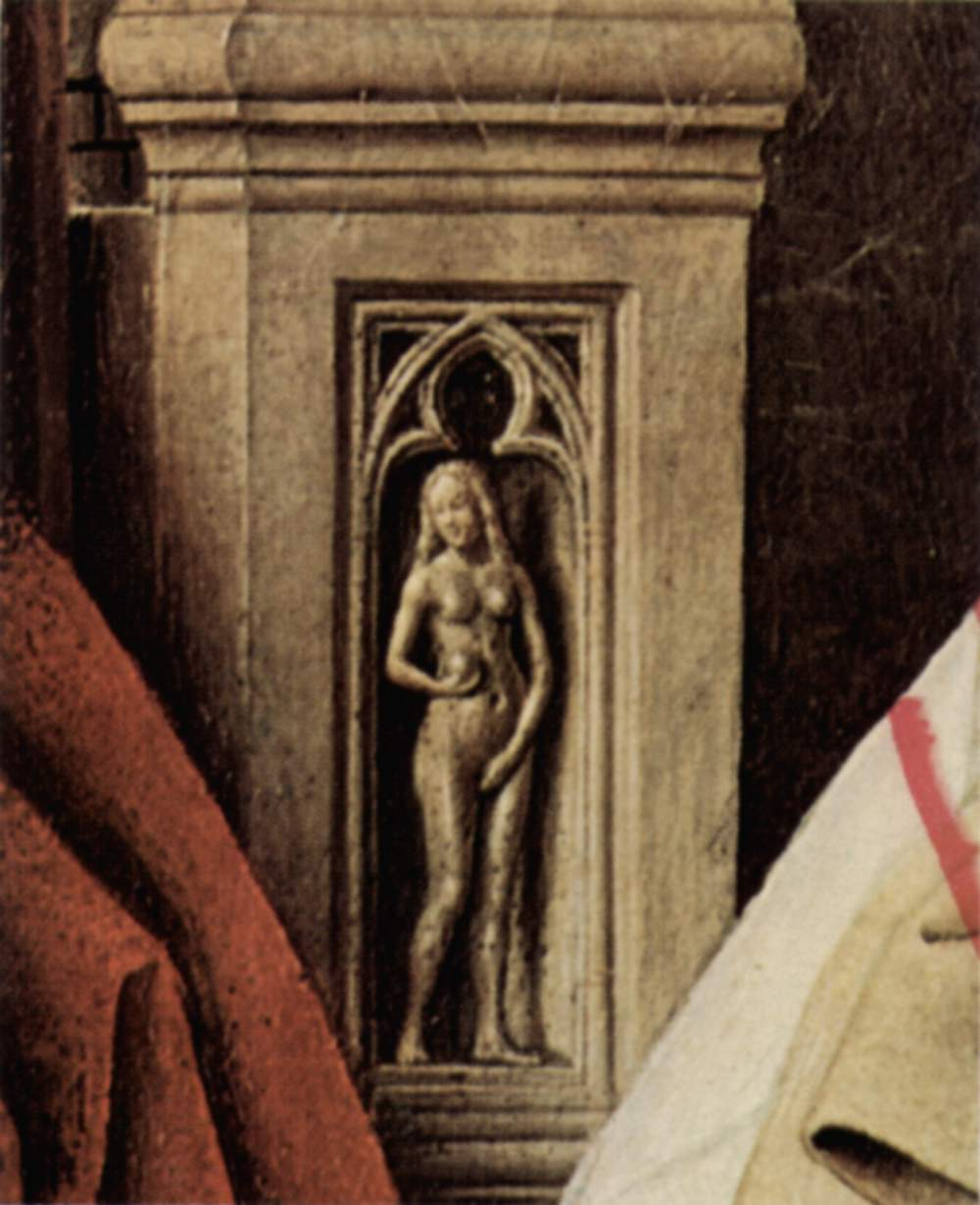
fragment – Ewa

Elementy dekorujące przedstawienie nie są przypadkowe. Należy dopatrywać się tu ukrytej symboliki. Mały posążek Ewy zdobiący tron, na którym siedzi Maria przypomina o tym, że została ona nazwana drugą Ewą (pierwsza sprowadziła na świat grzech, druga – zbawienie). Tron zdobią ponadto przedstawienia: Kain zabijający Abla – prefiguracja męki Chrystusa, oraz Samson pokonujący lwa – symbol wyswobodzenia ludzkości z mocy piekielnych przez Jezusa.
Badacz David G. Carter odkrył w pancerzu św. Jerzego odbicie człowieka, prawdopodobnie autora obrazu.